# Csészefej és Bögrearc
A Csészefej és Bögrearc (eredeti cím: The Cuphead Show!) 2022-es koprodukciója számítógépes animációs vígjátéksorozat, amelyet Dave Wasson alkotott, a Cuphead című videojáték alapján.
Amerikában és Magyarországon a Netflix mutatta be 2022. február 18-án.

## Ismertető
A népszerű videojáték alapján készült sorozat a két testvért, Csészefejt és Bögrearcot mutatja be, akik veszélyes, ámde izgalmas kalandokba keverednek.

## Szereplők
| Szereplők         | Eredeti hang          | Magyar hang     |
| ----------------- | --------------------- | --------------- |
| Csészefej         | Tru Valentino         | Hamvas Dániel   |
| Bögrearc          | Frank Todaro          | Hám Bertalan    |
| Kehely kisasszony | Grey DeLisle          | Hermann Lilla   |
| Kanna bácsi       | Joe Hanna             | Csuha Lajos     |
| Malac             | Cosmo Segurson        | Orbán Gábor     |
| Elefánt           | Cosmo Segurson        | Albert Péter    |
| Kocka király      | Wayne Brady           | Vida Péter      |
| Az Ördög          | Luke Millington Drake | Rajkai Zoltán   |
| Csatlós           | Dave Wasson           | Papucsek Vilmos |
| Telefon           | Dave Wasson           | Kossuth Gábor   |
| Bakafánt          | Andrew Morgado        | Kossuth Gábor   |
| Brekk             | Chris Wylde           | Szabó Győző     |
| Kurutty           | Rick Zieff            | Galambos Péter  |
| Tálkasrác         | Keith Ferguson        | Nikas Dániel    |

## Évados áttekintés
| Évad | Évad | Epizódok | Eredeti sugárzás   | Eredeti sugárzás   | Magyar sugárzás     | Magyar sugárzás     |
| Évad | Évad | Epizódok | Évadpremier        | Évadfinálé         | Évadpremier         | Évadfinálé          |
| ---- | ---- | -------- | ------------------ | ------------------ | ------------------- | ------------------- |
|      | 1    | 12       | 2022. február 18   | 2022. február 18   | 2022. február 18.   | 2022. február 18.   |
|      | 2    | 13       | 2022. augusztus 19 | 2022. augusztus 19 | 2022. augusztus 19. | 2022. augusztus 19. |
|      | 3    | 11       | 2022. november 18. | 2022. november 18. | 2022. november 18.  | 2022. november 18.  |

## Epizódok

### 1. évad
| #   | Cím                                        | Rendező      | Író                                                                  | Premier                             |
| --- | ------------------------------------------ | ------------ | -------------------------------------------------------------------- | ----------------------------------- |
| 1.  | Ördögi karnevál (Carn-Evil)                | Adam Paloian | Deeki Deke, Clay Morrow, Adam Paloian, Cosmo Segurson és Dave Wasson | 2022. február 18. 2022. február 18. |
| 2.  | Üvegbébi (Baby Bottle)                     | Clay Morrow  | Deeki Deke, Clay Morrow, Adam Paloian, Cosmo Segurson és Dave Wasson | 2022. február 18. 2022. február 18. |
| 3.  | Békapajtik (Ribby & Croaks)                | Adam Paloian | Deeki Deke, Clay Morrow, Adam Paloian, Cosmo Segurson és Dave Wasson | 2022. február 18. 2022. február 18. |
| 4.  | A letört fül (Handle with Care)            | Clay Morrow  | Deeki Deke, Clay Morrow, Adam Paloian, Cosmo Segurson és Dave Wasson | 2022. február 18. 2022. február 18. |
| 5.  | Kockáztass és dobj! (Roll the Dice)        | Adam Paloian | Deeki Deke, Clay Morrow, Adam Paloian, Cosmo Segurson és Dave Wasson | 2022. február 18. 2022. február 18. |
| 6.  | Nem léteznek szellemek (Ghosts Ain't Real) | Adam Paloian | Deeki Deke, Clay Morrow, Adam Paloian, Cosmo Segurson és Dave Wasson | 2022. február 18. 2022. február 18. |
| 7.  | Gyökerek között (Root Packed)              | Clay Morrow  | Deeki Deke, Clay Morrow, Adam Paloian, Cosmo Segurson és Dave Wasson | 2022. február 18. 2022. február 18. |
| 8.  | Az ördögi pulcsi (Sweater Off Dead)        | Adam Paloian | Deeki Deke, Clay Morrow, Adam Paloian, Cosmo Segurson és Dave Wasson | 2022. február 18. 2022. február 18. |
| 9.  | Az ördögbe! (Sweater Luck Next Time)       | Clay Morrow  | Deeki Deke, Clay Morrow, Adam Paloian, Cosmo Segurson és Dave Wasson | 2022. február 18. 2022. február 18. |
| 10. | Veszélyes Bögrearc (Dangerous Mugman)      | Clay Morrow  | Deeki Deke, Clay Morrow, Adam Paloian, Cosmo Segurson és Dave Wasson | 2022. február 18. 2022. február 18. |
| 11. | De ki lesz eltemetve? (Dirt Nap)           | Clay Morrow  | Deeki Deke, Clay Morrow, Adam Paloian, Cosmo Segurson és Dave Wasson | 2022. február 18. 2022. február 18. |
| 12. | Bajt hozó bűbáj (In Charm's Way Out)       | Adam Paloian | Deeki Deke, Clay Morrow, Adam Paloian, Cosmo Segurson és Dave Wasson | 2022. február 18. 2022. február 18. |

### 2. évad
| Sor. | Év. | Cím                                                    | Rendező                     | Író                                                       | Premier                                  |
| ---- | --- | ------------------------------------------------------ | --------------------------- | --------------------------------------------------------- | ---------------------------------------- |
| 13.  | 1.  | Szabadulás a dutyiból (Jailbroken)                     | Adam Paloian                | Megan Boyd és Fernando Puig                               | 2022. augusztus 19. 2022. augusztus 19.  |
| 14.  | 2.  | Varázsló és veszélyes (Charmed & Dangerous)            | Clay Morrow                 | Dan Becker és Kennedy Tarrell                             | 2022. augusztus 19. 2022. augusztus 19.  |
| 15.  | 3.  | Potyautasok (A High Seas Adventure!)                   | Adam Paloian                | Megan Boyd, Fernando Puig, Benjamin Arcand és Ian Vazquez | 2022. augusztus 19. 2022. augusztus 19.  |
| 16.  | 4.  | A másik tesó (Another Brother)                         | Adam Paloian                | Megan Boyd és Fernando Puig                               | 2022. augusztus 19. 2022. augusztus 19.  |
| 17.  | 5.  | Édes kísértés (Sweet Temptation)                       | Clay Morrow                 | Karl Hadrika és Zoë Moss                                  | 2022. augusztus 19. 2022. augusztus 19.  |
| 18.  | 6.  | A fagyis ember (The I Scream Man)                      | Adam Paloian                | Benjamin Arcand és Ian Vazquez                            | 2022. augusztus 19. {2022. augusztus 19. |
| 19.  | 7.  | Zongoraóra (Piano Lesson)                              | Clay Morrow                 | Dan Becker és Kennedy Tarrell                             | 2022. augusztus 19. 2022. augusztus 19.  |
| 20.  | 8.  | Engedjétek szabadon a démonokat! (Release the Demons!) | Adam Paloian és Clay Morrow | Benjamin Arcand és Ian Vazquez                            | 2022. augusztus 19. 2022. augusztus 19.  |
| 21.  | 9.  | Egy fillér nélkül (Dead Broke)                         | Adam Paloian                | Megan Boyd és Fernando Puig                               | 2022. augusztus 19. 2022. augusztus 19.  |
| 22.  | 10. | Ennyi volt, emberek! (Rats All, Folks)                 | Clay Morrow                 | Karl Hadrika, Zoë Moss és Casey Alexander                 | 2022. augusztus 19. 2022. augusztus 19.  |
| 23.  | 11. | Mosolyogj! (Say Cheese!)                               | Clay Morrow                 | Dan Becker és Kennedy Tarrell                             | 2022. augusztus 19.} 2022. augusztus 19. |
| 24.  | 12. | Az erdőben elveszve (Lost in the Woods)                | Clay Morrow                 | Jules Bridgers                                            | 2022. augusztus 19. 2022. augusztus 19.  |
| 25.  | 13. | Az ördög vasvillája (The Devil's Pitchfork)            | Clay Morrow                 | Karl Hadrika és Zoë Moss                                  | 2022. augusztus 19. 2022. augusztus 19.  |

### 3. évad
| Sor. | Év. | Cím                                                     | Rendező                     | Író                                                         | Premier                               |
| ---- | --- | ------------------------------------------------------- | --------------------------- | ----------------------------------------------------------- | ------------------------------------- |
| 26.  | 1.  | Az Ördög bosszúja (The Devil's Revenge!)                | Adam Paloian                | Benjamin Arcand és Ian Vazquez                              | 2022. november 18. 2022. november 18. |
| 27.  | 2.  | Ne nyisd ki az ajtót! (Don't Answer The Door)           | Adam Paloian                | Fernando Puig                                               | 2022. november 18. 2022. november 18. |
| 28.  | 3.  | Versengés a színpadon (Cup-Staged)                      | Clay Morrow                 | Dan Becker és Kennedy Tarrell                               | 2022. november 18. 2022. november 18. |
| 29.  | 4.  | Országúti gázolás (Roadkill)                            | Clay Morrow és Adam Paloian | Nick Lauer és Austin Faber                                  | 2022. november 18. 2022. november 18. |
| 30.  | 5.  | Ünnepi „fa-gyomány" (Holiday Tree-dition)               | Clay Morrow                 | Jared Morgan és Zoë Moss                                    | 2022. november 18. 2022. november 18. |
| 31.  | 6.  | Az Ördög karácsonya (A Very Devil Christmas)            | Adam Paloian                | Karl Hadrika, Benjamin Arcand, Fernando Puig és Ian Vazquez | 2022. november 18.                    |
| 32.  | 7.  | Különleges küldemény (Special Delivery)                 | Clay Morrow                 | Jared Morgan és Zoë Moss                                    | 2022. november 18.                    |
| 33.  | 8.  | Dupla egyes (Down & Out)                                | Adam Paloian                | Benjamin Arcand, Ian Vazquez és Sam Kessler                 | 2022. november 18. 2022. november 18. |
| 34.  | 9.  | Kéjutazás (Joyride)                                     | Clay Morrow                 | Nick Lauer és Austin Faber                                  | 2022. november 18. 2022. november 18. |
| 35.  | 10. | Eltáncolod a lelkedet (Dance With Danger)               | Clay Morrow                 | Jared Morgan és Zoë Moss                                    | 2022. november 18. 2022. november 18. |
| 36.  | 11. | Az Ördög és Kehely kisasszony (The Devil & Ms. Chalice) | Adam Paloian                | Benjamin Arcand és Michael Ruocco                           | 2022. november 18. 2022. november 18. |

## A sorozat készítése
2019 júliusában jelentette be a Netflix a sorozatot. Chad és Jared Moldenhauer, az eredeti videojáték két tervezője producerként segítenek véghez vinni az új sorozatot, C. J. Kettler, Dave Wasson és Cosmo Segursonnal együtt. Azt is bejelentették, hogy a sorozat animálásában a Lighthouse Studios lesz a segítségükre, az animációs sorozat zenéjét pedig Ego Plum szerzi. A sorozatot 2022. február 18-án mutatták be a Netflixen. Ezen a napon rendelték be a 2-3. évadot, amit előbbi augusztus 18-án, míg utóbbi pedig november 18-án mutattak be.

## Fordítás
- Ez a szócikk részben vagy egészben  a   The Cuphead Show! című angol Wikipédia-szócikk ezen változatának fordításán alapul.  Az eredeti cikk szerkesztőit annak laptörténete sorolja fel. Ez a jelzés csupán a megfogalmazás eredetét és a szerzői jogokat jelzi, nem szolgál a cikkben szereplő információk forrásmegjelöléseként.